# Jozef Verhenneman
Jozef Verhenneman (Moen, 13 augustus 1918 - Brugge, 11 september 1997) was een Belgisch kunstschilder, gerekend onder de Brugse School.

## Levensloop
Na lagere studies in Moen en in Moeskroen, gevolgd door middelbare studies aan de Franstalige Normaalschool in Nijvel, waar hij het onderwijzersdiploma behaalde. Hij werd onderwijzer in Herseaux, tot in 1946.
Tegelijk volgde hij een artistieke opleiding. Deze begon aan de Kunstacademie in Menen, waar hij het einddiploma en de stadsmedaille behaalde. Bij de Centrale examencommissie behaalde hij de diploma's tekenen en handenarbeid die hem toegang gaven tot les geven in lager en middelbaar onderwijs.
Aan het Nationaal Hoger Instituut voor Schone Kunsten in Antwerpen behaalde hij in 1958 de diploma's voor het portret-, stilleven- en landschapsschilderen. Verder volgde hij lessen bij Jozef Gezelle in Moen en bij José Storie in Brugge.
Vanaf 1946 werd hij leraar plastische opvoeding in Veurne en Diksmuide, en vervolgens in Brugge aan het Atheneum, het Lyceum en de Rijksmiddelbare school. In 1971 werd hij rijksinspecteur plastische opvoeding en tekenen voor het secundair en hoger onderwijs.
In 1946 vestigde hij zich in de Julius en Maurits Sabbestraat in Brugge. Naast zijn beroepsactiviteiten bleef hij een productief kunstschilder, die zijn werken liet kennen op talrijke tentoonstellingen.
Het oeuvre van Verhenneman bestond uit portretten, landschappen, bloemstukken, stadsgezichten, marines en boekillustraties. Jaak Fontier schreef hieroverː Zijn oeuvre getuigt van grote vakbekwaamheid, eerbied voor de verworvenheden van een academische scholing, gevoel voor kleur, overzichtelijke compositie en synthese van de uiterlijke wereld en de innerlijke reactie.

## Publicatie
- Al tekenend en schetsend in het Veurne-Ambachtse, album met lithografieën, 1959.